# 420e régiment d'infanterie
Pour les articles homonymes, voir 420e régiment.
Le 420e régiment d'infanterie (420e RI) est un régiment d'infanterie de l'Armée de terre française constitué pendant la Première Guerre mondiale en 1915 et dissout l'année suivante.

## Création et différentes dénominations
- août 1915 : formation du 420e régiment d'infanterie
- août 1916 : dissolution

## Chefs de corps
Le régiment est commandé par le lieutenant-colonel (puis colonel) Émile Rimaud,.

## Historique

### Affectation
- 316e brigade de la 158e division d’infanterie d'août 1915 à août 1916[3].

### 1915

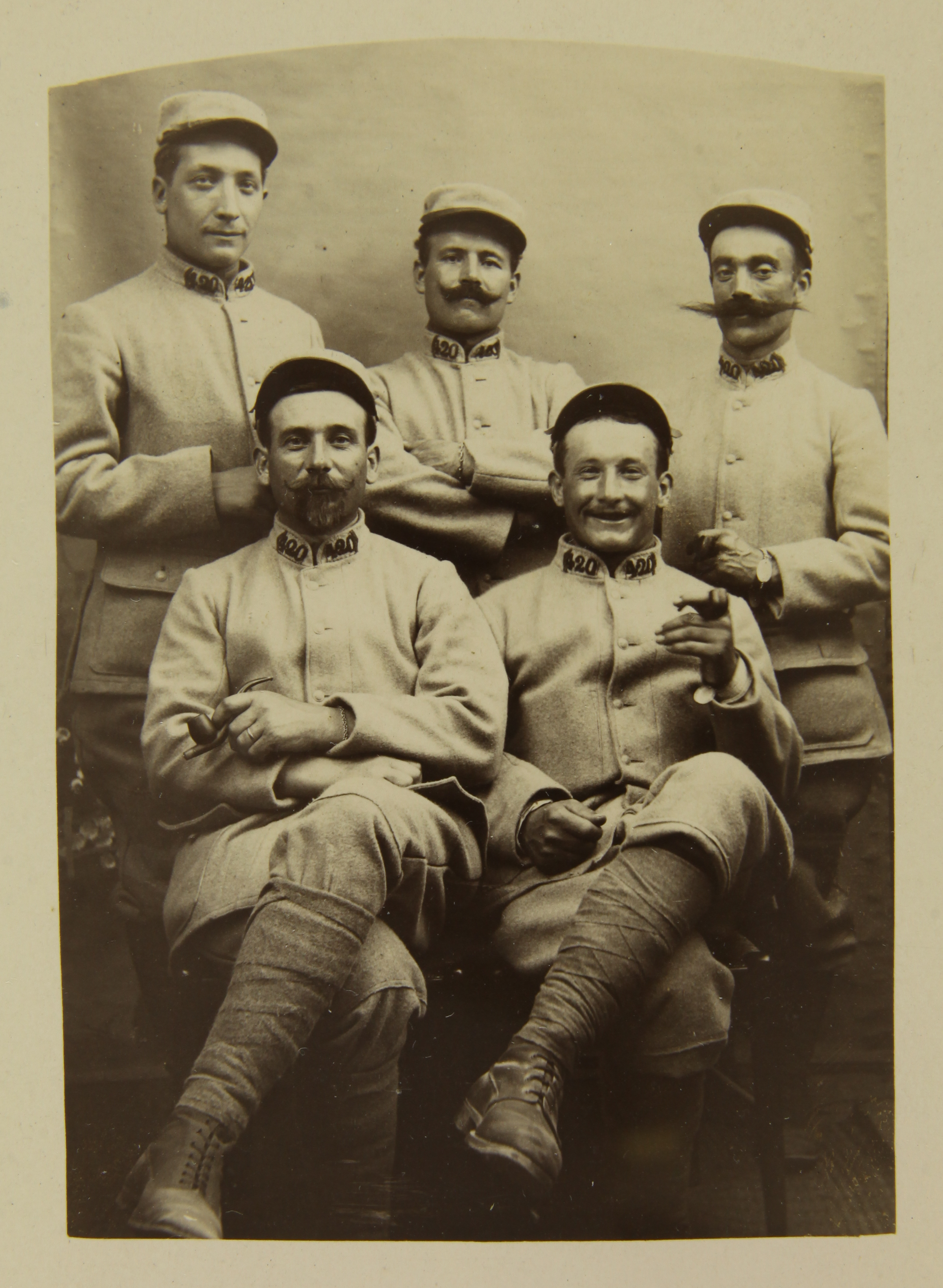
Photographie de groupe de soldats du, 1915.

Le régiment est formé en août 1915, avec de jeunes soldats de la classe 1916 (nés en 1896) et environ un tiers de soldats évacués du front pour blessure puis rétablis. Le dépôt du régiment est rattaché au 26e régiment d'infanterie de Mâcon.
Du 15 août 1915 au 15 février 1916, la division est en formation au camp d'Avord. Le régiment est installé à Moulins-sur-Yèvre (état-major, compagnie hors-rang, compagnie de mitrailleuses et 1er bataillon), à Saint-Germain-du-Puy et Osmoy (2e bataillon) et à Savigny-en-Septaine (3e bataillon).

### 1916
Du 15 février 1916 au 12 juin 1916, déplacement dans la région de Magny-en-Vexin puis mouvement dans la région de Nivillers pour effectuer des travaux.
En juin, le régiment rejoint la région de Villers-Cotterêts, à nouveau pour des travaux.
Par décision du Grand Quartier général datée du 14 août, le 420e régiment est dissout le 22 août. Le 2e bataillon devient le 4e bataillon du 329e régiment d'infanterie. Le reliquat d'hommes du 420e RI est mis à la disposition des IIIe et VIe armées.

## Drapeau
Le drapeau du régiment est déposé aux Invalides le 13 juillet 1920. Le drapeau du 420e régiment d'infanterie ne comporte aucune inscription.